# 음력 12월 11일
음력 12월 11일은 음력 12월의 11번째 날이다.

## 사건
- 1592년 - 독성산성 전투 발발.
- 2005년 - 김정일 조선노동당 총비서가 중화인민공화국을 비공식 방문하였다.

## 문화
- 1982년 - 대한민국의 야간통행금지가 해제되다.
- 1995년 - 일산선 개통. (수도권 전철 3호선 대화 ~ 지축 구간)
- 2004년 - 한국의 수도권 전철이 천안시까지 개통하다. (병점 ~ 천안 구간)

## 탄생
- 1966년 - 대한민국의 배우 김윤석

## 같이 보기
- 음력 360일: 1월 2월 3월 4월 5월 6월 7월 8월 9월 10월 11월 12월
- 전날:12월 10일 다음날:12월 12일 - 전달:11월 11일 다음달:1월 11일
- 양력:12월 11일
- 음력, 윤달